# Львовский дворец искусств

Дворец искусств

Льво́вский дворе́ц иску́сств — выставочный комплекс во Львове (Украина). Расположен в центре города, на улице Коперника, 17.
Львовский дворец искусств начал работу в 1996 году. В четырехэтажном дворце находится 12 экспозиционных залов площадью более 3,6 тысяч м², наименьший из которых — 50,2 м², а наибольший — 795 кв. м. Общая площадь 8,7 тысяч кв. м.
Перед львовским дворцом искусств устроена площадь для акций под открытым небом. Конференц-зал на 200 мест оборудован сценой и приспособлен для проведения концертов, конференций, показа моделей, здесь выставляются художники, проходят промышленные и бизнес-выставки.